# Wilhelm Bucht
Gustaf Wilhelm Bucht, född den 28 februari 1848 i Karl Gustavs församling, Norrbottens län, död den 19 augusti 1913 i Härnösand, var en svensk skolman. Han var son till Henrik Bucht, far till Gösta och Torsten Bucht samt farfar till Gunnar Bucht.
Bucht blev student vid Uppsala universitet 1866. Han avlade filosofie kandidatexamen 1873 och promoverades till filosofie doktor 1875. Bucht blev kollega vid Haparanda femklassiga läroverk 1874, tillförordnad föreståndare för Finska seminariet i Haparanda 1875 och rektor vid folkskoleseminariet i Härnösand 1877. Han var folkskoleinspektör 1877–1878 och 1893–1904. Bucht var sekreterare i kommittén för granskning av folkskolans läroböcker 1884–1887 och själv verksam som läroboksförfattare. Han vilar på Härnösands gamla kyrkogård.